# Бен среди людей
«Бен среди людей» (англ. Ben, in the World) — роман английской писательницы, лауреата Нобелевской премии по литературе 2007 года Дорис Лессинг, опубликованный в 2000 году. Он является продолжением романа 1988 года «Пятый ребёнок». Действие «Бена среди людей» происходит через несколько лет после окончания «Пятого ребёнка» — Бену, странному существу, возможному генетическому возврату к древним людям, 18 лет, он сталкивается с самостоятельной жизнью и враждебным миром.

## История создания
В своём интервью Рэю Суарезу Лессинг говорит: «Однажды мой немецкий издатель предложил в качестве шутки написать продолжение, потому что Бен был популярен в Германии. Я немного подумала об этом и мне стало интересно — как бы Бен жил сам по себе, где бы он смог найти себе место. Возможно, он мог бы оказаться среди преступников, которые использовали его, или среди очень бедных людей, которые просто не смогли сказать ему нет, или в тюрьме, или в научной лаборатории — на самом деле у него не так уж много вариантов. Затем я подумала, что он также мог пригодиться в киноиндустрии. Так и появилась история».

## Содержание
Бену 18 лет, однако он выглядит на 40. Он живёт в Лондоне. Бен часто становится жертвой обмана или сложной для него системы. Ему сочувствуют пожилая женщина, которая даёт ему приют, и проститутка. Торговец наркотиками уговаривает Бена стать курьером и перевести кокаин в Ниццу. Бену удаётся это сделать, но через некоторое время он остаётся один в Ницце. Его пугает свет и незнакомый язык. Бена случайно замечает кинорежиссёр Алекс, который решает снять фильм о людях как Бен. Для этого он берёт Бена с собой в Рио-де-Жанейро. Там на Бена выходит исследовательская лаборатория, которая похищает его для экспериментов. Его спасают новые друзья — Тереза и Альфредо. В надежде найти таких же существ как он сам, Бен с друзьями отправляются в горы. Когда они находят только наскальные рисунки, Бен от отчаянья прыгает со скалы.

## Анализ произведения
Майкл Пи пишет «Бен живёт в мире, но не принадлежит ему. Его история не должна быть правдоподобной; история Бена — это басня и поэтому сказочна. Лессинг не создаёт интригу, она говорит о том, что произойдёт заранее. Её проза даёт возможность увидеть вещи такими, какими их видит Бен». По словам Лессинг: «мы можем увидеть, что внутри Бена. Когда он узнаёт о людях, таких же как он, он начинает радоваться — и мы понимаем, что всё это время он был ужасно одинок и искал своих родственников».
В продолжении Бен вырос, и меняется его положение с обществе. Если в первой книге Бен является агрессором, угрожает семье, то во второй — Бен является жертвой, над которой издеваются все, кто не может принять его особенности. Теперь угнетателем становится современное общество. Автор демонстрирует современное пренебрежение глупыми и неподходящими людьми и приравнивает жестокость интеллектуалов к действиям преступников. «Бен среди людей» рассказывает историю того же героя, однако происходит полное смещение акцентов, переход из замкнутого мира в открытый — автор создал полностью самостоятельное произведение. По мнению Мишико Какутани (The New York Times) в «Пятом ребёнке» Лессинг достигла идеального баланса между реалистичными деталями и сказочной аллегорией, в то время как «Бен среди людей» читается как сказка, с классическими персонажами — проституткой с золотым сердцем и злым безжалостным учёным.